# Слопнице (гмина)
Слопнице (пол. Słopnice) — сельская гмина (волость) в Польше, входит как административная единица в Лимановский повет, Малопольское воеводство. Население — 5848 человек (на 2004 год).

## Демография
| Перепись                       | Всего   | Всего | Женщины | Женщины | Мужчины | Мужчины |
| ------------------------------ | ------- | ----- | ------- | ------- | ------- | ------- |
| Единицы                        | человек | %     | человек | %       | человек | %       |
| Население                      | 5848    | 100   | 2890    | 49,4    | 2958    | 50,6    |
| Плотность населения (чел./км²) | 103,1   | 103,1 | 50,9    | 50,9    | 52,1    | 52,1    |

## Соседние гмины
1. Гмина Добра
2. Гмина Каменица
3. Гмина Лиманова
4. Лиманова
5. Гмина Тымбарк